# Servisch honkbalteam

De Servische vlag.

Het Servisch honkbalteam is het nationale honkbalteam van Servië. Het team vertegenwoordigt Servië tijdens internationale wedstrijden.
Het Servisch honkbalteam sloot zich in 1996 aan bij de Europese Honkbalfederatie (CEB), de continentale bond voor Europa van de IBAF.

## Kampioenschappen

### Europees kampioenschap onder-21
Servië nam één enkele keer deel aan het Europees kampioenschap honkbal onder-21. De 8e plaats werd behaald.
| Editie    | 2006 |
| Prestatie | 8e   |